# Schefflera acaropunctata
Schefflera acaropunctata är en araliaväxtart som beskrevs av David Gamman Frodin. Schefflera acaropunctata ingår i släktet Schefflera och familjen araliaväxter. Inga underarter finns listade.